# Opel Experimental GT
La Opel Experimental GT è una concept car prodotta dalla casa automobilistica tedesca Opel presentata al salone dell'automobile di Francoforte nel 1965.

## Il contesto
La vettura, costruita sulla base della Opel Kadett B, era dotata di un propulsore di 1900 cm³ da 90 CV, derivato da quello montato sulle contemporanee Rekord B. Gli interni erano di stampo sportivo ed il corpo vettura ricordava la Chevrolet Corvette C "Sting Ray" anch'essa appartenente al gruppo General Motors.
La Opel Experimental GT divenne tre anni dopo la base della coupé Opel GT. La carrozzeria era opera di Erhard Schnell.